# Avedøre Monarchs 2023
Questa voce raccoglie le informazioni riguardanti gli Avedøre Monarchs nelle competizioni ufficiali della stagione 2023.

## Danmarksserien 2023

### Stagione regolare
| Vejle 23 aprile 2023, ore 14:00 1ª giornata | Triangle Razorbacks II | 8 – 58 referto | Avedøre Monarchs | Vejle Atletikstadion |

| Hvidovre 13 maggio 2023, ore 14:00 4ª giornata | Avedøre Monarchs | 50 – 0 referto | Sønderborg Steelers | Hvidovre Gymnasium |

| Holstebro 20 maggio 2023, ore 14:00 5ª giornata | Holstebro Dragons /Herning Hawks | 0 – 50 referto | Avedøre Monarchs | Idrætscenter Vest |

| Randers 3 giugno 2023, ore 14:00 7ª giornata | Randers Rednex | 0 – 46 referto | Avedøre Monarchs | Thunder Field |

| Hvidovre 10 giugno 2023, ore 14:00 8ª giornata | Avedøre Monarchs | 50 – 0 (a tavolino) referto | Holstebro Dragons/ Herning Hawks | Hvidovre Gymnasium |

| Sønderborg 12 agosto 2023, ore 14:00 10ª giornata | Sønderborg Steelers | 0 – 50 (a tavolino) referto | Avedøre Monarchs | Sønderparken |

| Hvidovre 26 agosto 2023, ore 14:00 12ª giornata | Avedøre Monarchs | 50 – 0 (a tavolino) referto | Triangle Razorbacks II | Hvidovre Gymnasium |

| Hvidovre 9 settembre 2023, ore 14:00 14ª giornata | Avedøre Monarchs | 50 – 0 referto | Randers Rednex | Hvidovre Gymnasium |

### Playoff
| Hvidovre 1º ottobre 2023, ore 14:00 Elming Bowl | Avedøre Monarchs | 52 – 0 referto | Randers Rednex | Hvidovre Gymnasium |

## Statistiche di squadra
| Competizione      | %Vittorie | In casa | In casa | In casa | In casa | In casa | In casa | In trasferta | In trasferta | In trasferta | In trasferta | In trasferta | In trasferta | Totale | Totale | Totale | Totale | Totale | Totale |
| Competizione      | %Vittorie | G       | V       | N       | P       | Pf      | Ps      | G            | V            | N            | P            | Pf           | Ps           | G      | V      | N      | P      | Pf     | Ps     |
| ----------------- | --------- | ------- | ------- | ------- | ------- | ------- | ------- | ------------ | ------------ | ------------ | ------------ | ------------ | ------------ | ------ | ------ | ------ | ------ | ------ | ------ |
| Stagione regolare | 1.000     | 4       | 4       | 0       | 0       | 200     | 0       | 4            | 4            | 0            | 0            | 204          | 8            | 8      | 8      | 0      | 0      | 404    | 8      |
| Playoff           | 1.000     | 1       | 1       | 0       | 0       | 52      | 0       | 0            | 0            | 0            | 0            | 0            | 0            | 1      | 1      | 0      | 0      | 52     | 0      |
| Totale            | 1.000     | 5       | 5       | 0       | 0       | 252     | 0       | 4            | 4            | 0            | 0            | 204          | 8            | 9      | 8      | 0      | 0      | 456    | 8      |